# Njuszkowci
Njuszkowci (bułg. Нюшковци) – wieś w Bułgarii, w obwodzie Wielkie Tyrnowo, w gminie Elena. Miejscowość wymarła.